# ساز خاموش
ساز خاموش عنوان آلبوم موسیقی سنتی ایرانی است با صدای محمدرضا شجریان و موسیقی حسین علیزاده که در سال ۱۳۸۶ منتشر شده‌است. این آلبوم بخش اول کنسرتی است که آذر ماه سال ۱۳۸۴ در تالار بزرگ کشور در تهران برگزار شده‌است. این آلبوم در آواز دشتی است و اشعار آن از عطار، حافظ، مولوی , باباطاهر و شفیعی کدکنی است. مدت زمان این آلبوم ۴۸ دقیقه و ۱۱ ثانیه و ناشر آن شرکت دل آواز است.

## شرح[۱]

### هنرمندان
- محمدرضا شجریان، آواز
- حسین علیزاده، تار
- کیهان کلهر، کمانچه
- همایون شجریان، آواز، تنبک

### فهرست
1. پیش در آمد دشتی / ساخته یوسف فروتن
2. تار و کمانچه
3. ساز و آواز دشتی / شعر از عطار و حافظ
4. تصنیف دشتی «مرا رها کن» / به یاد سید علی اصغر کردستانی / شعر از مولانا
5. تار
6. آواز خسرو و شیرین / غزل از حافظ
7. ساز و آواز دشتستانی / به یاد غلامرضا دادبه
8. تصنیف «ساز خاموش» / شعر از محمدرضا شفیعی کدکنی

## ترانه[۲]

### به سر شوق سر کوی تو دیرم
آواز دشتستانی، شعر از باباطاهر

(جملهٔ اول دشتستانی)

به سر شوق، به سر شوق سر کوی تو دیرم

به سر شوق سر کوی تو دیرم
به دل مهر مه روی تو دیرم
(جملهٔ دوم دشتستانی)

بت م‍‍ن کعبه م‍‍ن قبله م‍‍ن
توی‍‍ی هر سو نظ‍‍ر سوی تو دیرم
تویی هر سو نظر سوی تو دیرم سوی تو دیرم
(جملهٔ اول دشتستانی)

کسی که ره به بیدادم بره ن‍‍ی

کسی که ره به بیدادم بره ن‍‍ی
خبر بر سرو، خبر بر سرو آزادم بره ن‍‍ی
(جملهٔ دوم دشتستانی)

تمام خوب‍‍رویان جمع گردند
کسی که یادت از یادم بره نی بره نی